# Geissflue (Zullwil)
Die Geissflue ist ein Berg im Schweizer Jura, 10 km nordwestlich von Balsthal im Kanton Solothurn. Sie liegt in der Gemeinde Zullwil. 
Die Geissflue ist ein steiler Kegel, der von dem Ibach und dessen Zuflüssen umflossen wird. Am Fuss des Nordgrates liegt die Burgruine Gilgenberg. 